# Mortimer Wilson
Mortimer Wilson (* 6. August 1876 in Chariton, Iowa; † 27. Januar 1932 in New York) war ein US-amerikanischer Komponist.

## Leben und Wirken
Wilson studierte in Chicago bei Wilhelm Middelschulte und Frederic Grant Gleason und unterrichtete von 1901 bis 1907 Musiktheorie an der Universität von Lincoln/Nebraska und war der Leiter der Abteilung Theorie und Komposition. Danach war er in Leipzig Schüler von Hans Sitt und Max Reger. Nach seiner Rückkehr in die Vereinigten Staaten wurde er Dirigent des Atlanta Symphony Orchestra.  1916 wurde er Lehrer am Brenau College in Gainesville/Georgia. Seit 1918 unterrichtete er an der National Academy of Music in New York.
Neben fünf Sinfonien und einem Concerto grosso komponierte er die Streichersuite Ländliche Hochzeit, die Ouvertüre New Orleans, kammermusikalische Werke, Klavier- und Orgelstücke und Lieder sowie einige Filmmusiken, darunter die stark orientalisch geprägte Musik zu Der Dieb von Bagdad.